# Losenstein
Losenstein osztrák község Felső-Ausztria Steyrvidéki járásában. 2019 januárjában 1603 lakosa volt. 

## Elhelyezkedése

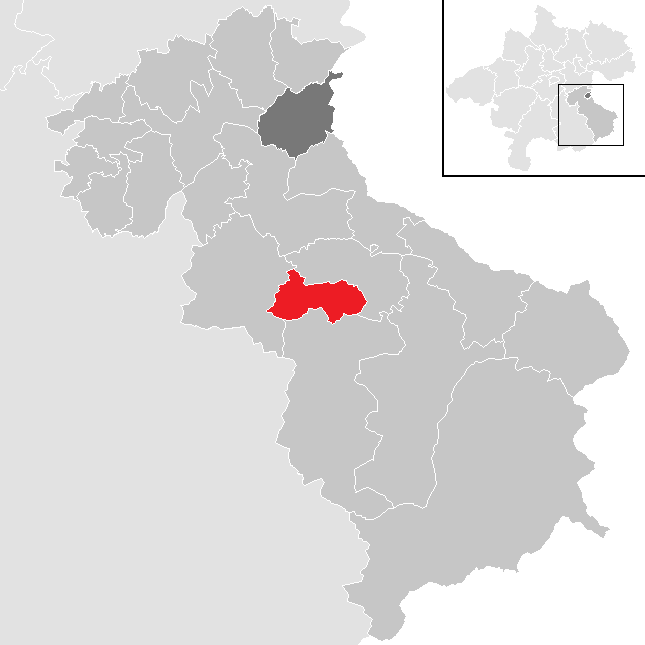
Losenstein a Steyrkörnyéki járásban

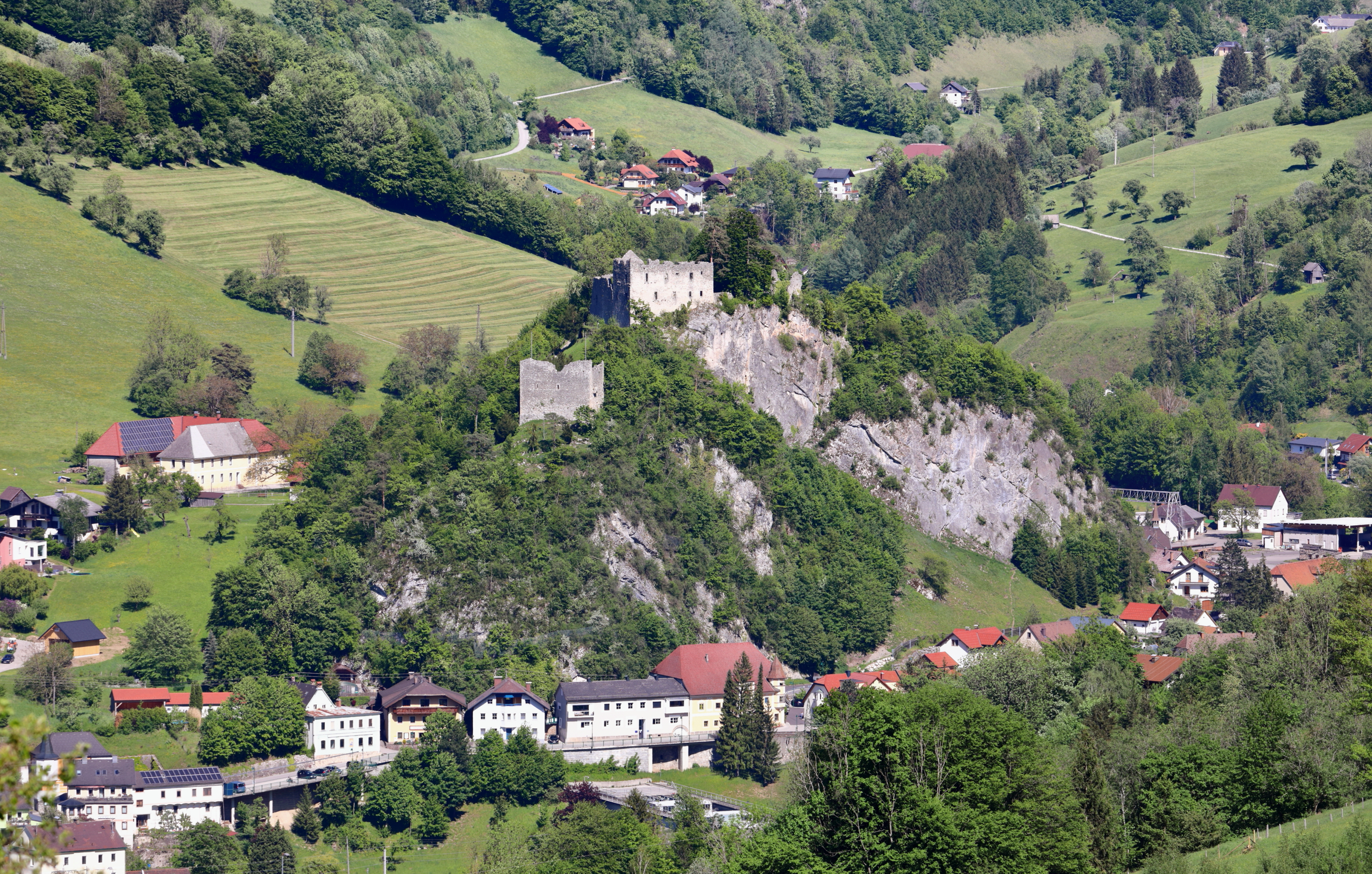
Losenstein várának romjai

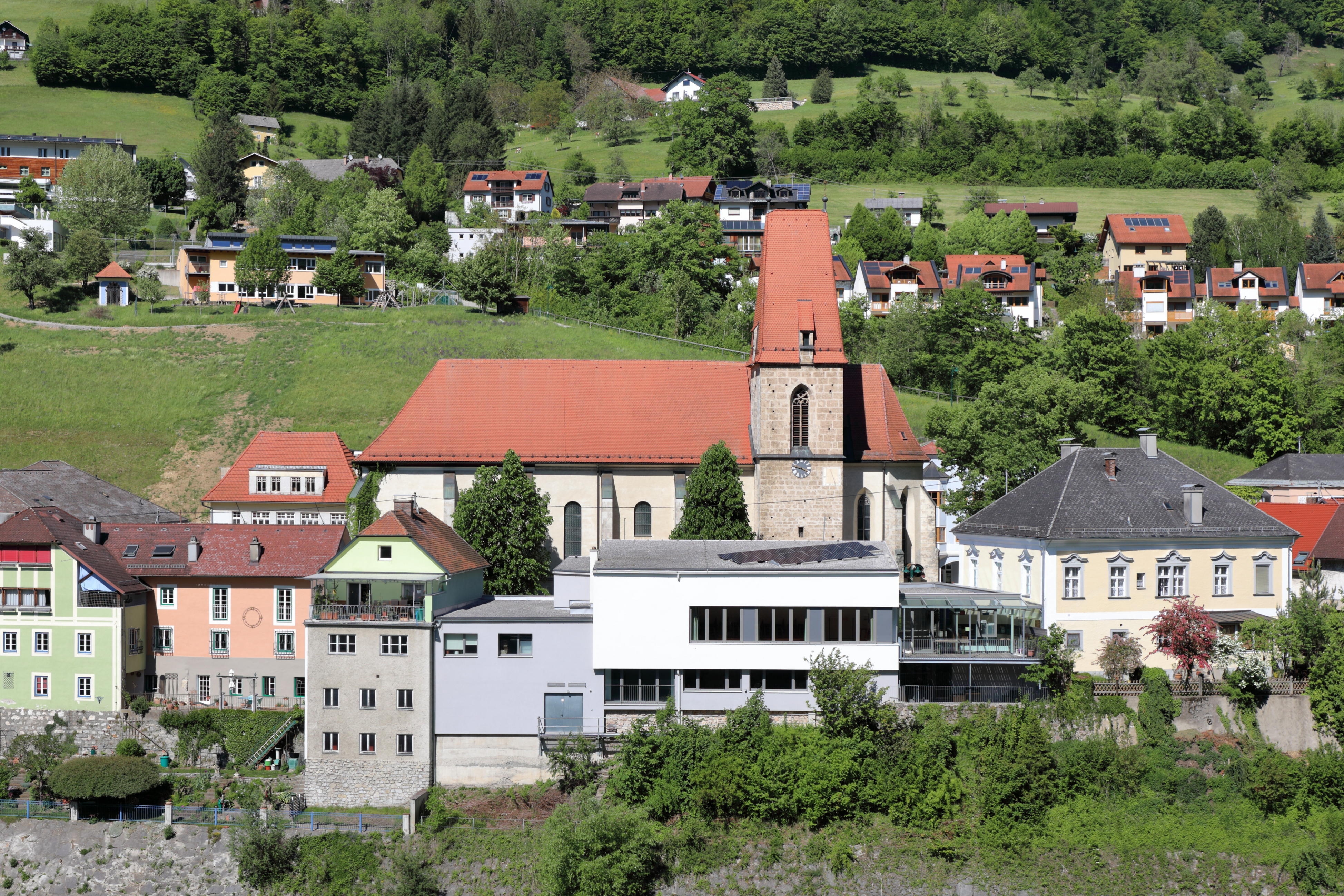
A Szt. Balázs-plébániatemplom

Losenstein a tartomány Traunviertel régiójában fekszik az Ennstali Elő-Alpokban, az Enns folyó mentén. Területének 45,9%-a erdő, 39,7% áll mezőgazdasági művelés alatt. Az önkormányzathoz egy település (Losenstein) tartozik és területe két katasztrális községre (Losenstein és Stiedelsbach) oszlik.
A környező önkormányzatok: északkeletre Laussa, délre Reichraming, nyugatra Ternberg.  

## Története
Losenstein várát a stájer őrgróf Otakarok építtették 1150 körül az Ennsen haladó hajóforgalom ellenőrzésére és adóztatására. Először 1170-ben említik egy bizonyos Ortholf von Losenstein, az Otakarok hűbéresének nevében. A birtok 1186-ban az Otakarok kihalása után a Babenbergekre szállt. A Babenberg-ház 1246-ban kihalt, örökségéért (az Osztrák és Stájer Hercegségek) harc kezdődött a környező államok között. 1252-ben a hercegségeket ideiglenesen megszerző II. Ottokár cseh király elkobozta Steyr városát akkori bitorlójától, a notóriusan erőszakos Dietmar von Steyrtől és cserébe Losensteint adta neki. A család felvette a von Losenstein nevet. Dietmar fia, II. Dietmar 1275-től kezdődően jelentősen kibővítette a várat. Bernhard von Losenstein új kastélyt építtetett Losensteinleitenben, a várat 1418-ban elhagyták és fokozatosan romba dőlt. A Losensteinek 1692-ben kihaltak, birtokaik az Auerspergekre szálltak. A várromot 1905-ben vásárolta meg tőlük a tartományi kormányzat.  

## Lakosság
A losensteini önkormányzat területén 2019 januárjában 1603 fő élt. A lakosságszám a csúcspontját 1971-ben érte el 1936 fővel, azóta folyamatos csökkenés tapasztalható. 2017-ben a helybeliek 93,9%-a volt osztrák állampolgár; a külföldiek közül 1,1% a régi (2004 előtti), 3,3% az új EU-tagállamokból érkezett. 2001-ben a lakosok 93,8%-a római katolikusnak, 1,3% evangélikusnak, 3,1% pedig felekezeten kívülinek vallotta magát. 
A népesség változása:

| 2016 | 1 627 |
| 2018 | 1 604 |

## Látnivalók
- a losensteini várrom
- a Szt. Balázs-plébániatemplom
- a Hammerschmiedries-kastély

## Fordítás
- Ez a szócikk részben vagy egészben  a   Losenstein című német Wikipédia-szócikk ezen változatának fordításán alapul.  Az eredeti cikk szerkesztőit annak laptörténete sorolja fel. Ez a jelzés csupán a megfogalmazás eredetét és a szerzői jogokat jelzi, nem szolgál a cikkben szereplő információk forrásmegjelöléseként.